# Моисеев, Яков Николаевич
Яков Николаевич Моисеев (1897—1968) — советский военный лётчик и лётчик-испытатель, кавалер четырёх орденов Красного Знамени и двух орденов Ленина. Полковник (1939).

## Биография

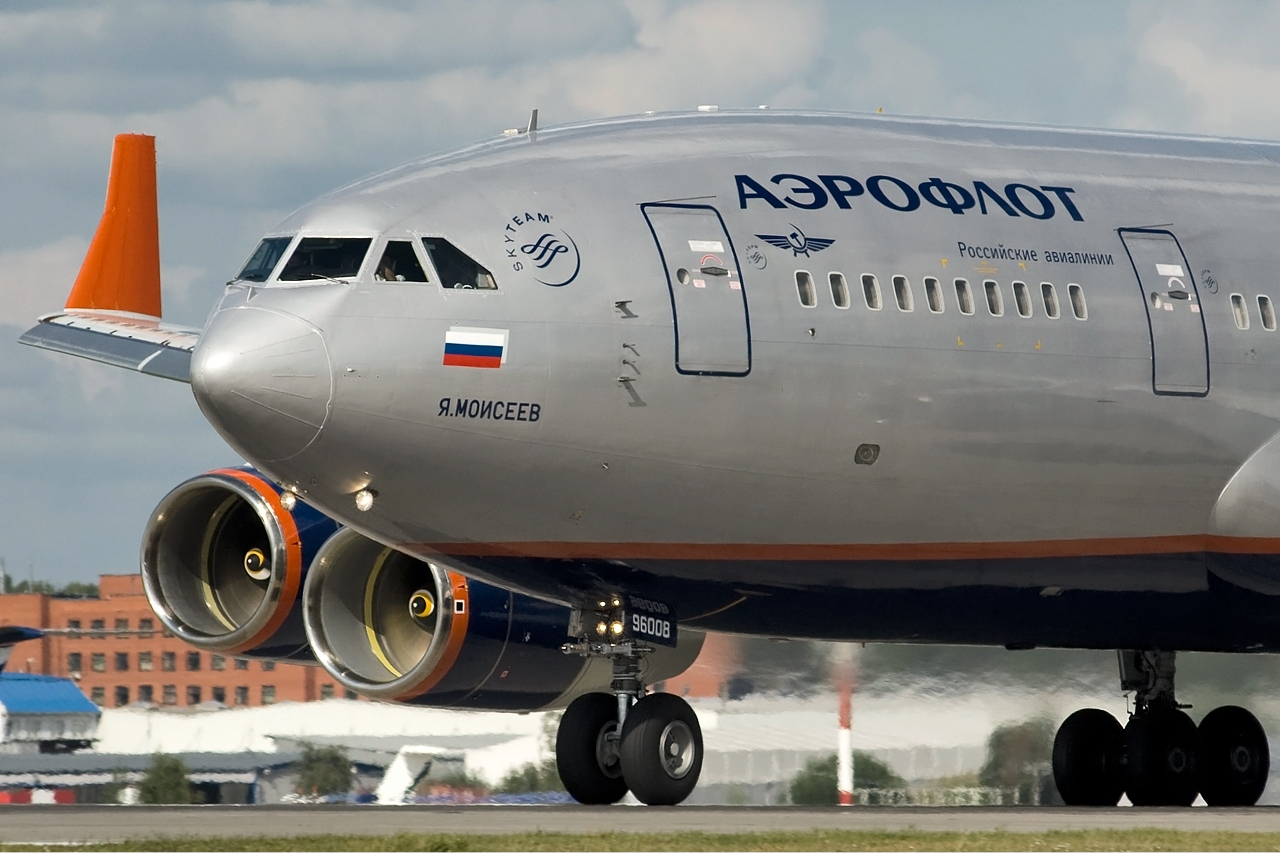
Ил-96-300 RA-96008 Аэрофлота, носящий имя Якова Моисеева

Яков Моисеев родился 6 (по новому стилю — 18) августа 1897 года  в станица Морозовская (ныне город Морозовск Ростовской области). Из донских казаков. Окончил 2 класса приходского училища, из-за крайней бедности семьи уже с 12 лет (1909 год) работал землекопом, грузчиком, батраком. В 1917 году окончил курсы шоферов в Ростове-на-Дону.
В 1917 году состоял в Красной Гвардии. В 1918 году Моисеев добровольно пошёл на службу в Рабоче-крестьянскую Красную Армию. Участвовал в Гражданской войне, первоначально был бойцом 1-го казачьего кавалерийского полка. Затем стал шофёром бронемашины бронеотряда 5-й армии, в одном из боёв был ранен. В сентябре 1918 года зачислен курсантом в Московскую авиационную школу, окончил её в июле 1919 года. Направлен на фронт лётчиком истребительного авиационного отряда 3-го дивизиона 10-й армии, затем служил в ряде авиационных дивизионов 10-й армии на Юго-Восточном и Кавказском фронтах, в том числе в отдельном разведывательном авиационном отряде.
Принимал активное участие в боях с Добровольческой армией Деникина. В 1919 году в сложных условиях выполнил воздушную разведку войск противника и доставил в расположение командования важные разведданные, при этом подвергаясь риску. За это он был награждён орденом Красного Знамени.
С августа 1923 года — пилот «Добролёта». В этом году Моисеев (совместно с Лозовским) открыл воздушное движение по первой советской регулярной авиалинии Москва — Нижний Новгород. В январе-мае 1924 года вновь служил в Красной Армии, лётчик 2-го отдельного разведывательного авиаотряда Хорезмской авиагруппы Туркестанского фронта. Участвовал в боях с басмаческими бандформированиями, отличился в операциях против отрядов Джунаид-хана в Хиве в 1924 году, за что был награждён вторым орденом Красного Знамени и хорезмским орденом Красного Знамени.
Затем продолжил работу в «Добролёте». С 1925 года служил лётчиком-инструктором отдельного авиаотряда при Военно-воздушной академии РККА имени проф. Н. Е. Жуковского. В 1926 году по инициативе Николая Поликарпова Комиссия по большим советским перелётам поручила Моисееву совершить перелёт по ранее не испытанному маршруту. Моисеев с Поликарповым долгое время готовились к полёту. Для него специально был построен самолёт «Искра», оснащённый мотором «М-5» мощностью в 420 лошадиных сил. 14 июля 1926 года Моисеев вместе с механиком Петром Морозовым вылетел в 1 час 20 минут. Маршрут пролегал через Харьков, Баку, Пехлеви. 17 июля 1926 года Моисеев и Морозов на самолёте перелетели через Менджильские горы высотой около четырёх тысяч метров и в 8 часов утра того же дня приземлились в Тегеране. Перелёт Москва-Тегеран был выполнен в общей сложности за 2 дня и 6 часов, из которых в воздухе Моисеев провёл 17 часов 27 минут. 22 июля 1926 года он вылетел обратно в 0 часов 10 минут несмотря на то, что было тёмное время суток и компас приходилось подсвечивать фонарём. В 19 часов 30 минут 23 июля самолёт приземлился в Москве, установив мировой рекорд дальности. За этот перелёт Моисеев был награждён третьим орденом Красного Знамени.
После этого перелёта в мае 1927 года по рекомендации Н. Н. Поликарпова Моисеев назначен лётчиком-испытателем авиационного завода №22 в Филях. До 1946 года испытал в общей сложности более 10 тысяч самолётов, в том числе проводил испытания на высший пилотаж самолёта «У-2». Также на его счету испытания АНТ-3, МР-1, АНТ-4, ТБ, СБ и других моделей самолётов. Окончил вечерние отделения Военно-воздушной академии РККА имени проф. Жуковского (1928) и Московского авиационного института (1933).
С 1936 года числился в запасе РККА, в 1939 году вновь был зачислен в кадры армии, продолжая лётно-испытательную работу. В годы Великой Отечественной войны осенью 1941 года вместе с авиазаводом № 22 был эвакуирован в Казань, где продолжал испытательную работу. С апреля 1943 года — лётчик-испытатель авиазавода № 381 Народного комиссариата авиационной промышленности СССР (Москва). С 1944 года был заместителем начальника лётно-испытательной станции авиазавода № 301 в Химках. В феврале 1946 года полковник Моисеев уволен в отставку. Продолжил работу в Министерстве авиационной промышленности СССР.
Умер 28 декабря 1968 года, похоронен на Новодевичьем кладбище.
Сын Якова Моисеева Евгений Яковлевич Моисеев воевал в Великой Отечественной войне в 176-м истребительном авиационном полку и погиб в 1942 году под Воронежем.

## Награды
- два ордена Ленина (17.08.1933; 21.02.1945),[6]
- четыре ордена Красного Знамени (24.09.1920; 14.10.1924; 07.09.1926; 03.11.1944),
- орден Красной Звезды (28.10.1967),
- орден Красного Знамени Хорезмской НСР (27.04.1924),
- медали.

## Память
Именем Якова Моисеева назван пассажирский широкофюзеляжный самолёт Ил-96-300 RA-96008 российской авиакомпании «Аэрофлот».